# Dipterygina japonica
Dipterygina japonica är en fjärilsart som beskrevs av John Henry Leech 1889. Dipterygina japonica ingår i släktet Dipterygina och familjen nattflyn. Inga underarter finns listade i Catalogue of Life.